# Cestovatelská fotografie

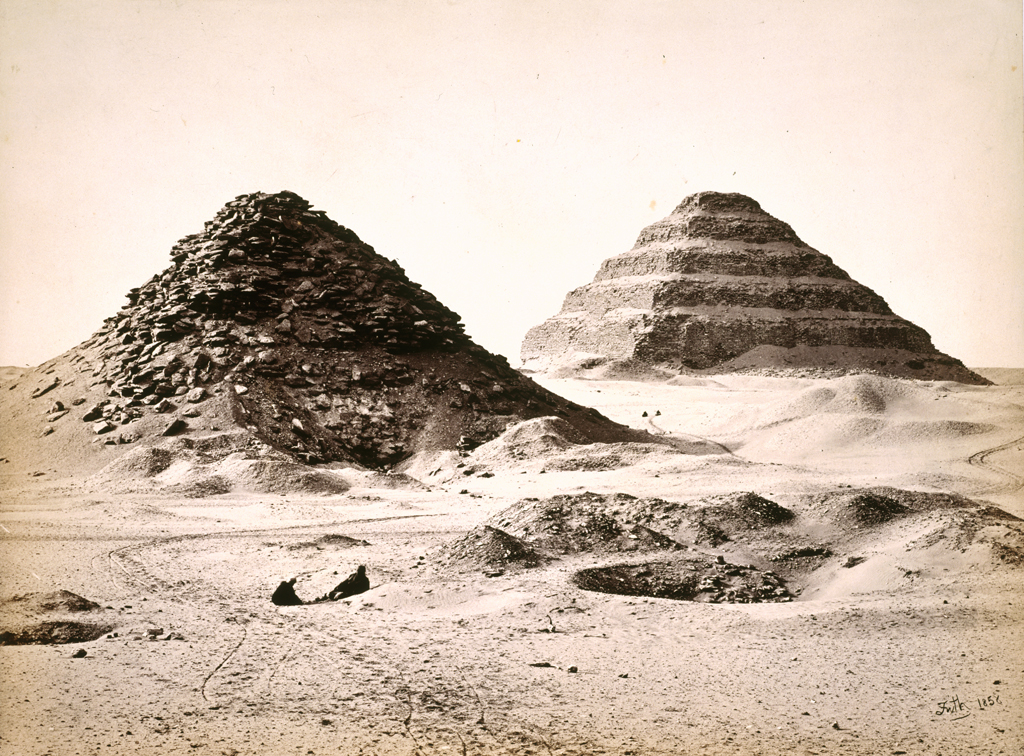
Francis Frith: Džoserovy pyramidy v Sakkáře, 1858

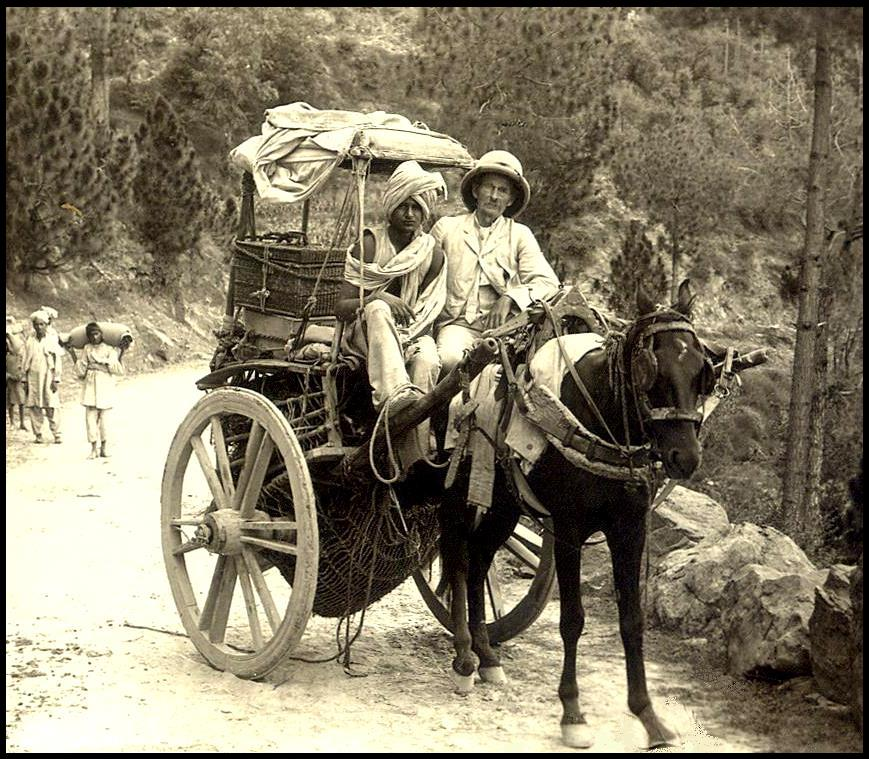
James Ricalton: Koňský povoz ve staré Indii, 1903-1910

Cestovatelská fotografie nebo také turistická fotografie je podkategorii fotografie zahrnující dokumentaci určité oblasti - krajiny, lidí, kultury, zvyků a historie. Společnost Photographic Society of America definuje cestovní fotografii jako obraz, který vyjadřuje pocit v čase a místě, líčí zemi, její obyvatele, nebo kulturu ve svém přirozeném stavu, a nemá geografické hranice.
Cestovatelskou fotografii mohou vytvářet buď profesionálové nebo amatéři. Příklady profesionální cestovní fotografie lze nalézt v časopise National Geographic. Amatérští fotografové často sdílí své snímky on-line prostřednictvím internetových stránek pro sdílení fotografií, jako je například Flickr nebo specializované stránky cestovní fotografie, jako je například TrekEarth.

## Historie
Cestovatelská fotografie se datuje od 50. let 19. století. Za její průkopníky se považují například Maxime Du Camp, Francis Bedford, George Wilson Bridges, Solomon Nunes Carvalho nebo Francis Frith a James Ricalton. Fotografové se specializovali na různé trhy - oblasti nižší, střední a vyšší třídy cestovního ruchu. Vyráběli alba obsahující výběr fotografií uspořádaných geograficky a jednotlivých krajinářských tisků. Krajiny byly k dispozici ve třech různých formátech - kabinetky, imperial a carte de visite. Populární byly také stereoskopické pohlednice.
Velká Británie
- George Wilson Bridges (1788-1863) se fotografovat naučil od Foxe Talbota jako jeho asistent. V roce 1852 pořídil půldruhého tisíce papírových negativů z Egypta a Středomoří včetně snímků Řecka, Svaté země a Etny.[3][4]

- Francis Frith (1822-1898) byl anglický krajinářský fotograf Blízkého východu a mnoha měst Velké Británie. Pořizoval fotografie proto, aby získal pravdivý záznam skutečnosti - „daleko nad to, co je v moci nejlepšího umělce převést na plátno.“ Tato slova vyjadřují ambiciózní cíl, který si Frith pro sebe stanovil, než odešel na svou první cestu do údolí Nilu v roce 1856. V letech 1856-1860 pak navštívil Palestinu, Egypt, Sýrii a Núbii. Výsledkem těchto expedic byla kolekce snímků z dosud neznámých míst v Evropě. Během svých cest musel řešit vážné technické problémy, v souvislosti s mokrým procesem na skleněné desky bylo zapotřebí s sebou dopravovat temnou komoru a velké množství chemických látek.[5] Jeho největšími konkurenty v té době byli James Valentine a George Washington Wilson, kteří produkovali obrazy podobné kvality.

- John Thomson (1837-1921)

- Francis Bedford (1816-1894) doprovázel prince Waleského na Blízký východ.

- James Valentine (1815-1880) se soustředil na turistické památky ve Skotsku a v Anglii okolo roku 1882 a fotografoval také známá zahraniční střediska, včetně Norska, Jamajky, Tangeru, Maroka, Madeiry a Nového Zélandu před rokem 1900.

- George Washington Wilson (1823-1893) byl průkopníkem vývoje technik pro fotografování mimo ateliér a hromadnou výrobou fotografických tisků, také zhotovoval stereosnímky, jejichž hlavním rysem byla jejich velmi krátká expozice. V 60. letech se stále věnoval portrétování a krajinářské fotografii. Podle jeho tvrzení z roku 1864 vyplývá, že prodal přes půl milionu výtisků. Dochovalo se více než 40 000 Wilsonových fotografických desek, a to především díky vyprání a odbornému chemickému ošetření. Aberdeen University má ve svých sbírkách 38 000 desek[6], které s datací od konce padesátých let 19. století až do prvních let dvacátého století a týkají se nejen města Aberdeen a severovýchodního Skotska, ale celého Skotska a většiny Anglie, stejně jako části Wales a Severní Irsko, Gibraltar, Maroko, včetně Tanger, jižního Španělska, a (zejména) koloniální Jižní Afrika a Austrálie.[7]

- V roce 1854 nastoupil William England (1830-1896) do Londýnské stereoskopické společnosti (LSC), kde v té době působil také další významný stereoskopický fotograf Thomas Richard Williams. V roce 1859 cestoval pro LSC do Ameriky, kde pořídil celou řadu stereofotografií USA a Kanady, které poskytly evropským divákům mnohdy jejich prvních stereoskopické pohledy na Severní Ameriku.[8]

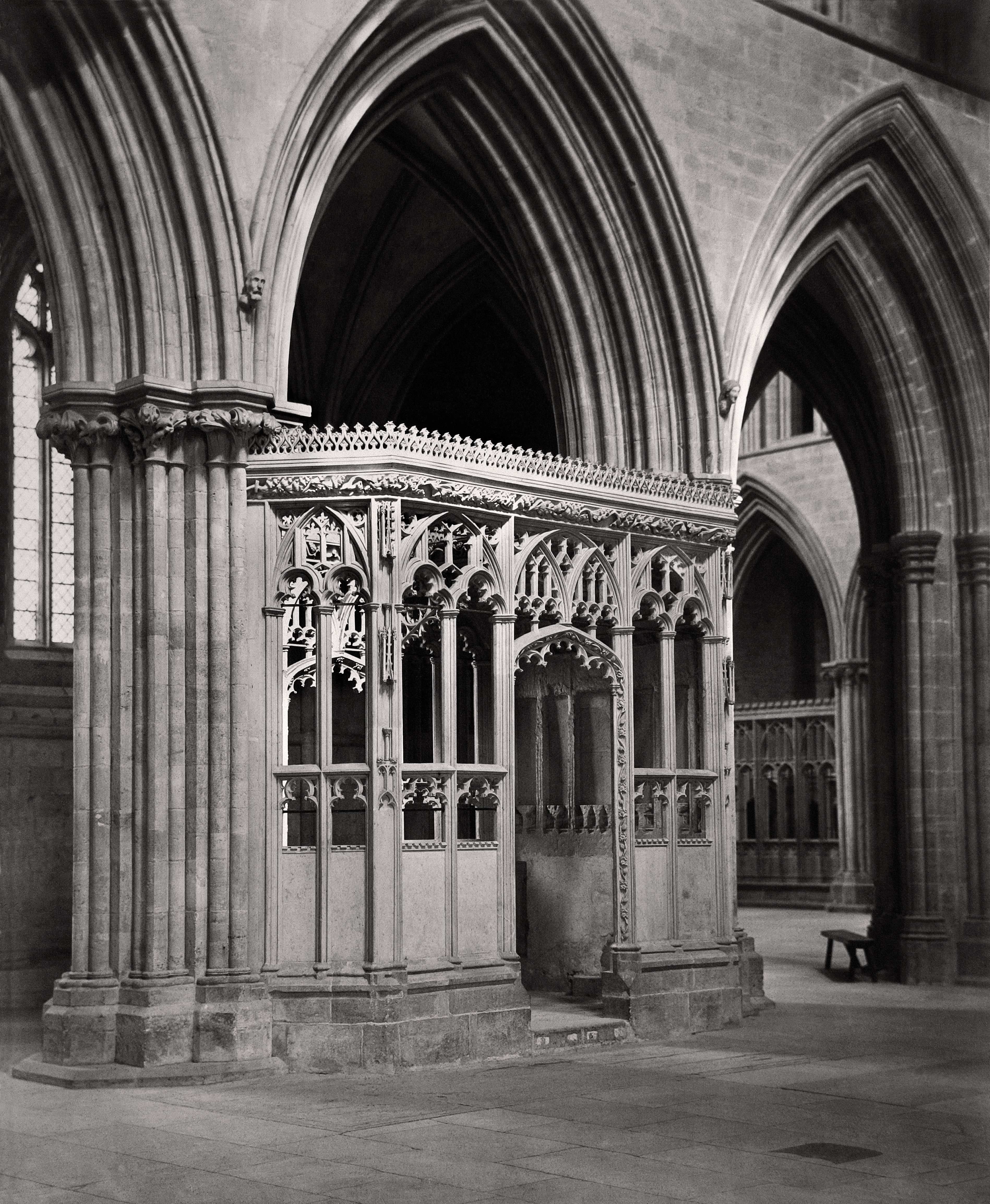
Francis Bedford: mešní oltář v hlavní lodi, Wellská katedrála
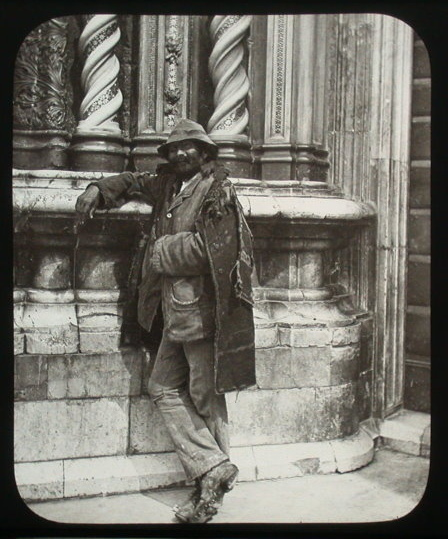
George Washington Wilson: Žebrák v Orvieto, Itálie

Rusko
- Sergej Prokudin-Gorskij (1863-1944) používal fotoaparát, který pořídil v rychlém sledu za sebou 3 černobílé snímky na skleněné desky, každý přes jiný barevný filtr. Pokud se promítaly všechny tři světlem příslušné barvy, zobrazila se scéna v pravých barvách. Prokudin-Gorskij experimentoval i s tvorbou barevné papírové fotografie ze svých záběrů. Postup byl však velmi pracný a zdlouhavý. Vybaven temnou komorou ve speciálně zařízeném železničním vagónu, který poskytl car Mikuláš II., dvěma propustkami, které mu zaručovaly vstup do zakázaných oblastí a podporou ze strany úřadů, Prokudin-Gorskij dokumentoval Rusko v letech 1909 až 1915. Jeho snímky zachycují široké spektrum námětů od středověkých kostelů a klášterů, přes železnice či továrny až po každodenní život a práci všech vrstev ruského obyvatelstva. O své práci pořádal mnoho přednášek s promítáním.

Sergej Prokudin-Gorskij: Mladé ruské křesťanky nedaleko řeky Šeksna, 1909
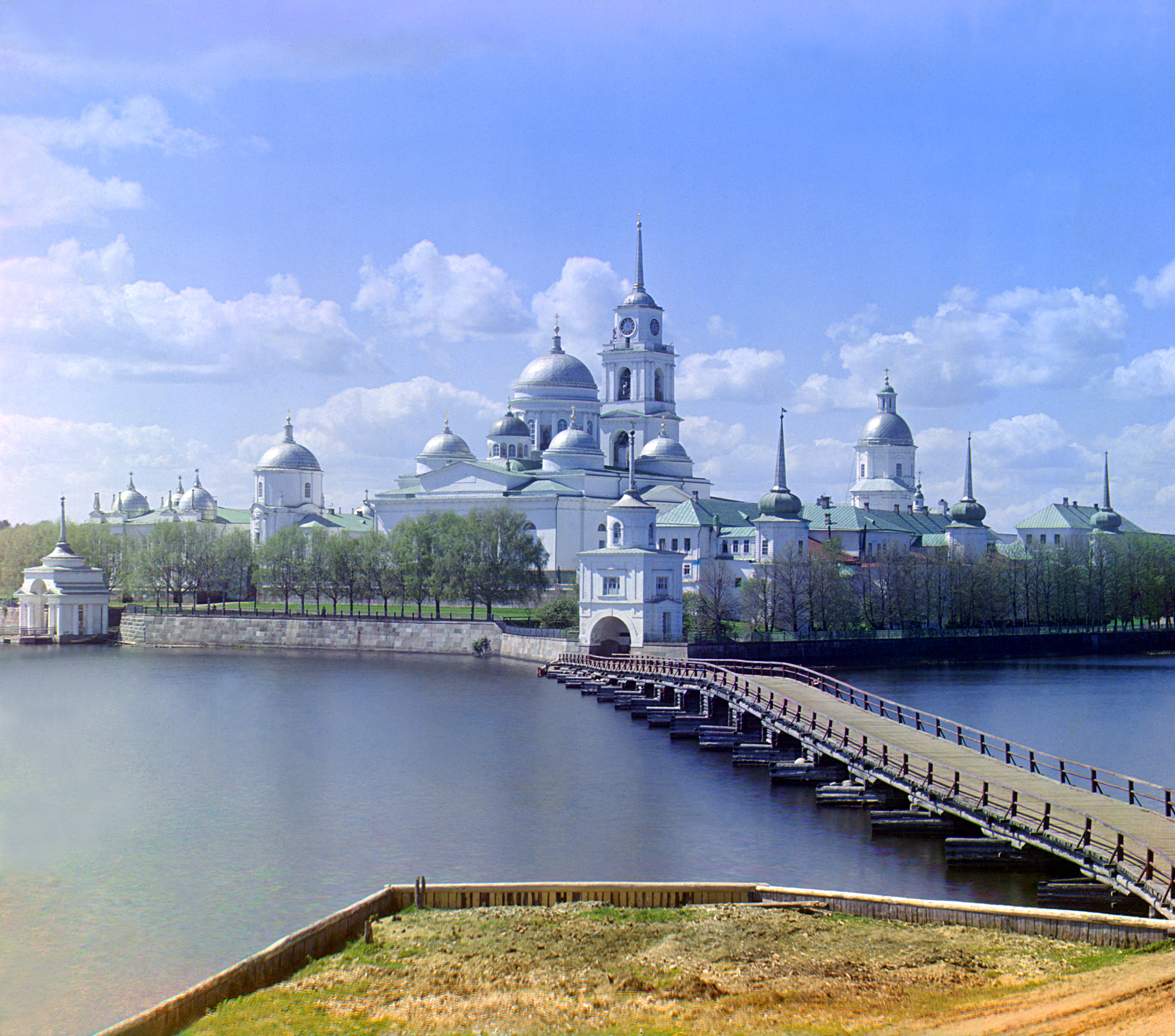
Sergej Prokudin-Gorskij: Nilo-Stoloběnskij klášter na jezeře Seliger, 1910

USA
- Solomon Nunes Carvalho (1815–1897) procestoval území Kansasu, Colorada a Utahu.[9]

- James Ricalton (1844-1929) velmi cestoval, svět obeplul celkem sedmkrát a pořídil více než 100 000 snímků.[10] Každé léto o prázdninách cestoval do zahraničí s kolečkovým vozíkem, který byl dostatečně velký na to, aby se do něj vešlo fotografické vybavení a v noci v něm mohl spát. Vozík byl postaven tak, aby za deštivého počasí mohl Ricalton uprostřed stát a mohl pokračovat pěšky v úkrytu. Navštívil tak Island, povodí Amazonky a petrohradskou oblast Ruska, přičemž pořídil tisíce fotografií, minerální vzorků a kuriozit. Jeho cesty zaujaly pozornost vynálezce T. A. Edisona, který financoval výpravu na Dálný východ. Ricalton na rok v únoru 1888 odejel ze Spojených států a na Ceylon přijel přes Suezský průplav 1. dubna. Ricalton navštívil všechny části ostrova, pokračoval do Britské Indie, Singapuru, Číny a Japonska.

- Jack E. Boucher (1931–2012) v roce 1958 začal pracovat pro National Park Service a pokračoval až do roku 2006, později se stal šéfem fotografického oddělení na Historic American Buildings Survey (HABS). Věnoval se vysoce specializované práci fotografické dokumentace architektury na velký formát. Jeho práce ho zavedla do 49 států, na Panenské ostrovy i Portoriko. Cestoval s 900 kilogramy fotografického vybavení. Na konci 60. let se zaměřil na dokumentaci historických venkovských domů v Anglii a architektury od římských dob až po období období regentského stylu. V roce 1973 byl jedním z 36 vybraných účastníků Evropské Letní školy pro zachování historické architektury. Sedm týdnů trvala studijní cesta přes Anglii, Francii, Holandsko a Belgii. V 90. letech pro Historic American Buildings Survey nasnímal více než 500 velkoformátových snímků Bílého domu.

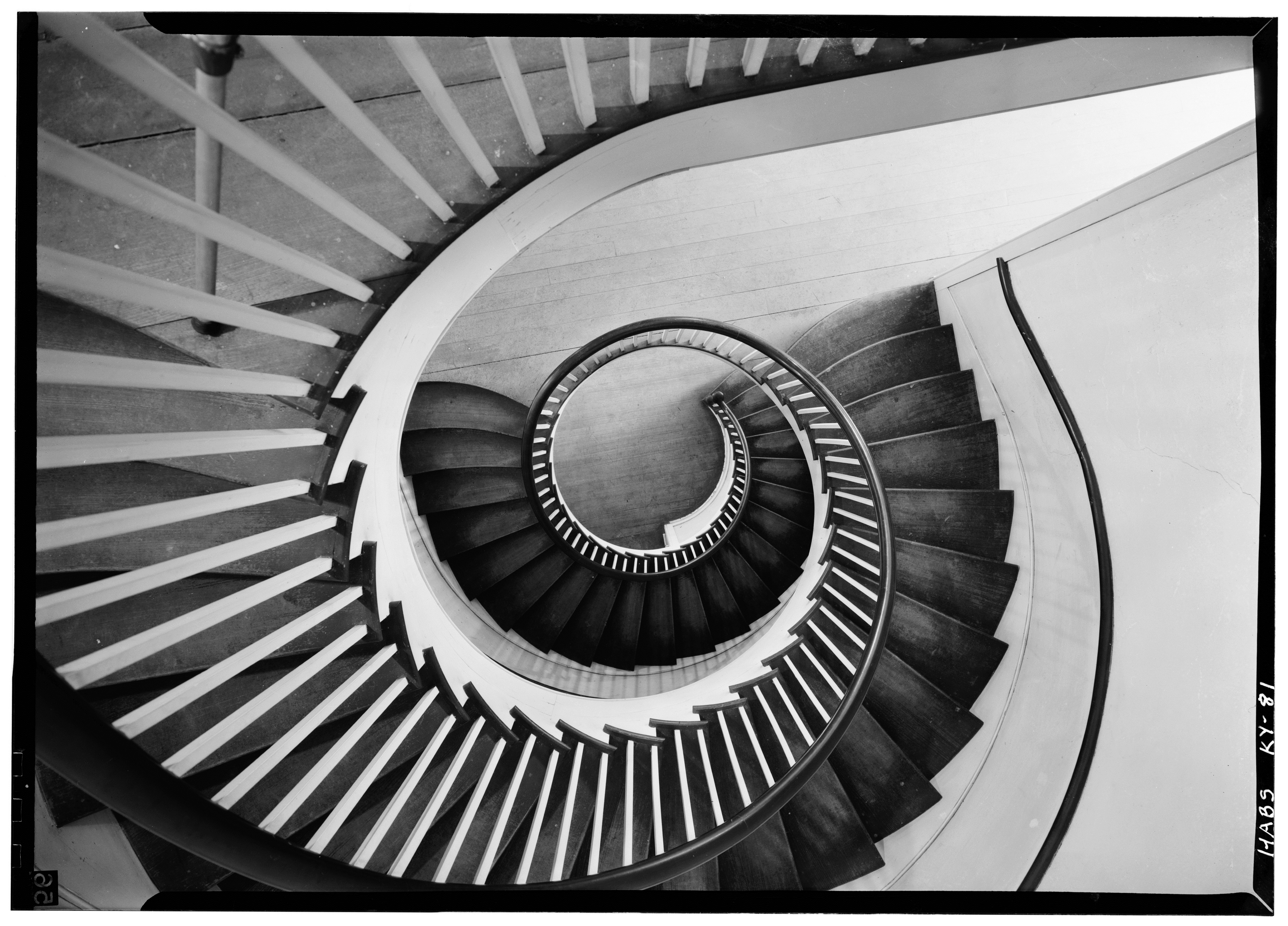
Jack E. Boucher: Schodiště společnosti Shaker Centre Family Trustees' Office, Pleasant Hill, 1963
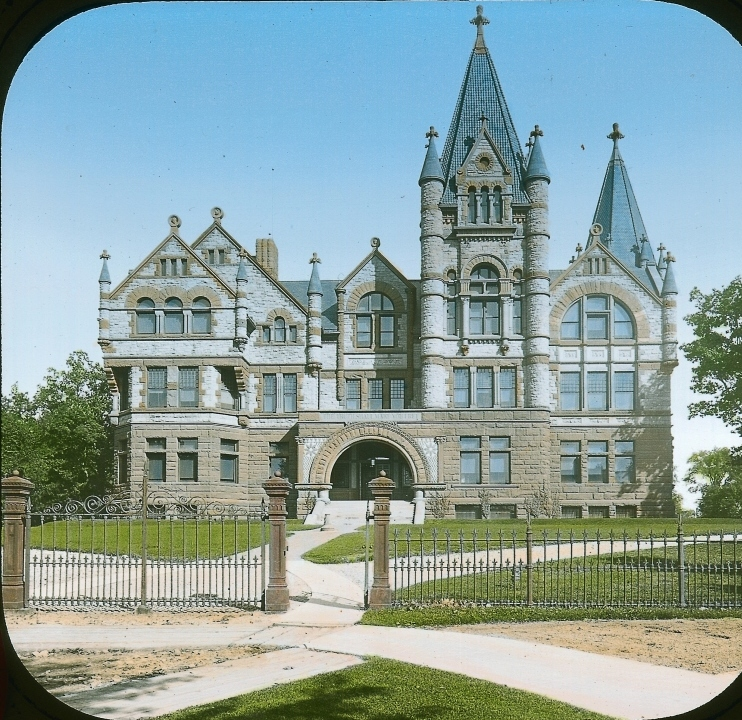
James Ricalton: Victoria College, Toronto, Kanada, asi 1895

Francie
- Maxime Du Camp (1822-1894) se zabýval fotografií architektury a archeologických vykopávek.
- Noël Marie Paymal Lerebours
- Gaspard-Pierre-Gustave Joly
- Louis Rousselet (1845-1929) byl francouzský spisovatel, fotograf a cestovatel. Prováděl etnologické a archeologické výzkumy v Indii a Himálaji, byl tajemníkem antropologické společnosti v Paříži. Jeho dílo má z historického hlediska vysokou hodnotu.[11][12] Od roku 1864 do roku 1870 pobýval v Indii,[13] (Alwar, Baroda, Bhopal, Gwalior, Udaipur a Rajasthan). Jeho sbírka fotografií a cestovní kniha L'Inde des Rajahs: Voyage Dans l'Inde Centrale (1875)[14] dokumentovala celý průběh cesty. Další fotografie obsahovaly témata památek a chrámů.[15]

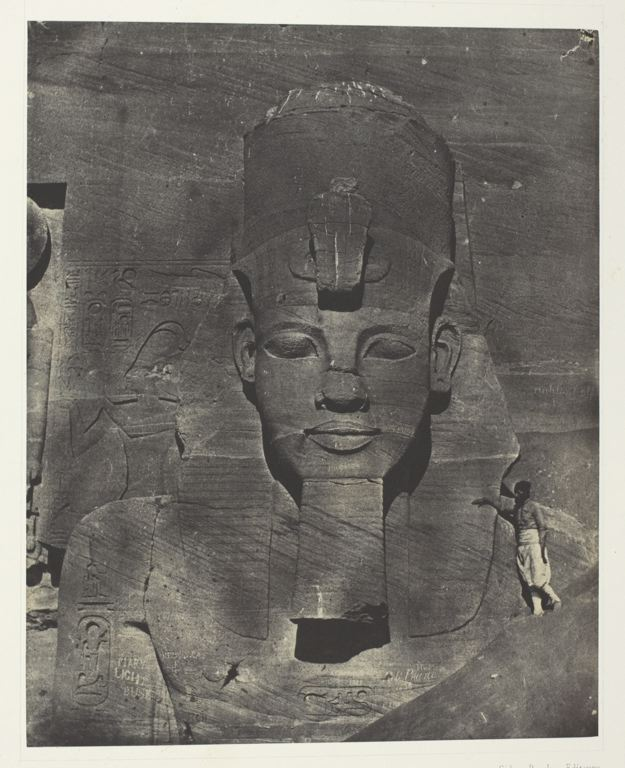
Maxime Du Camp: Colosse médial du Spéos d'Phré, à Abousembil, 1849/51, tisk na slaný papír; (Blanquart-Evrardův process), z kalotypického negativu 20.3 × 16.2 cm

Rakousko
- Alexander Eric Hasse (1875 - 1935)
- Willy Puchner (*1952)

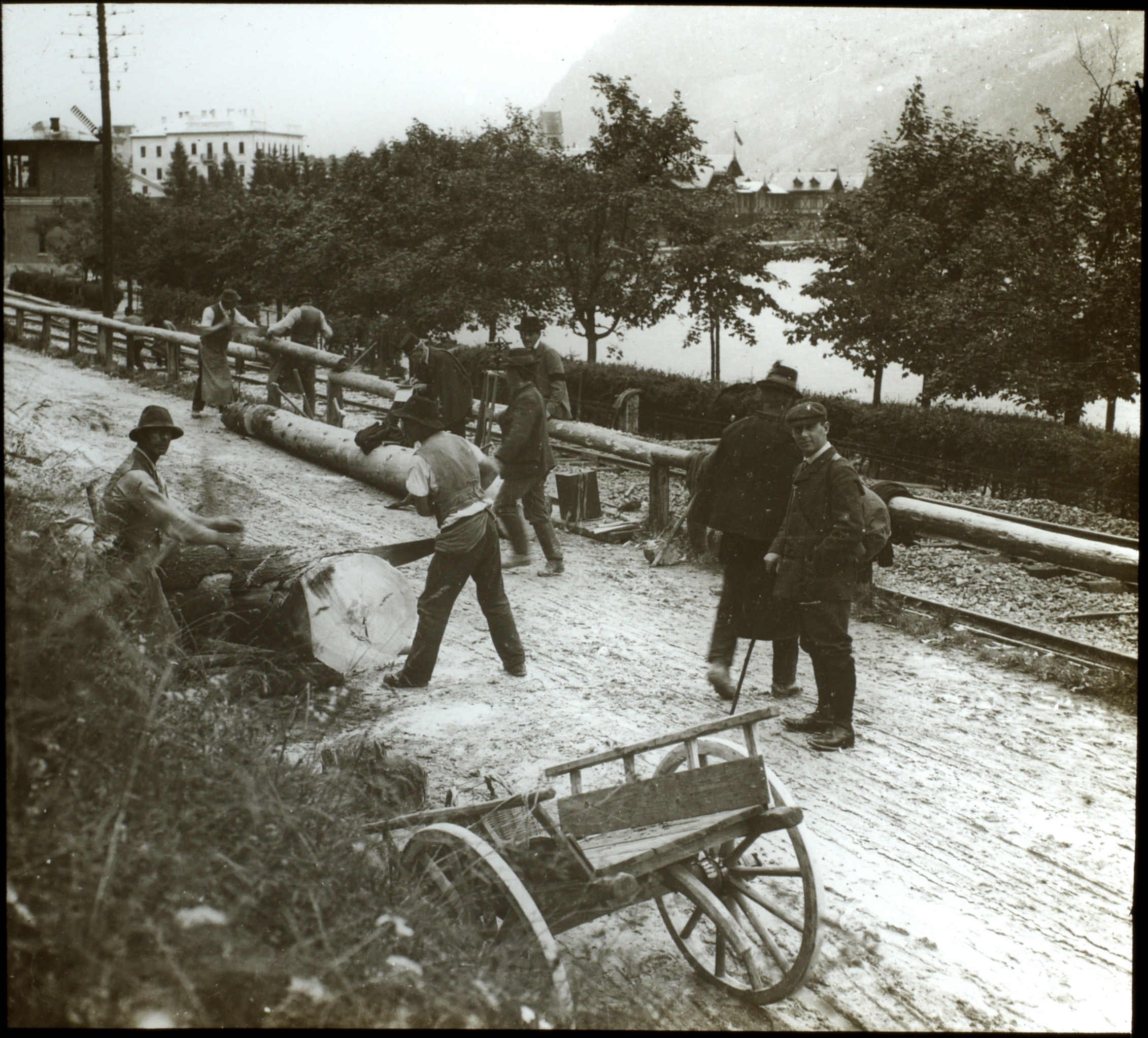
Alexander Eric Hasse: Zell am See, červenec 1903

Německo
- Regina Relang (1906-1989)

Španělsko
- Rafael Castro Ordóñez (1830–1865) byl vybrán k výpravě do Tichého oceánu (La comisión científica del Pacífico).

## České země
- Josef Kořenský (1847-1938)
- Alberto Vojtěch Frič (1882-1944)
- Jiří Hanzelka a Miroslav Zikmund
- Topi Pigula

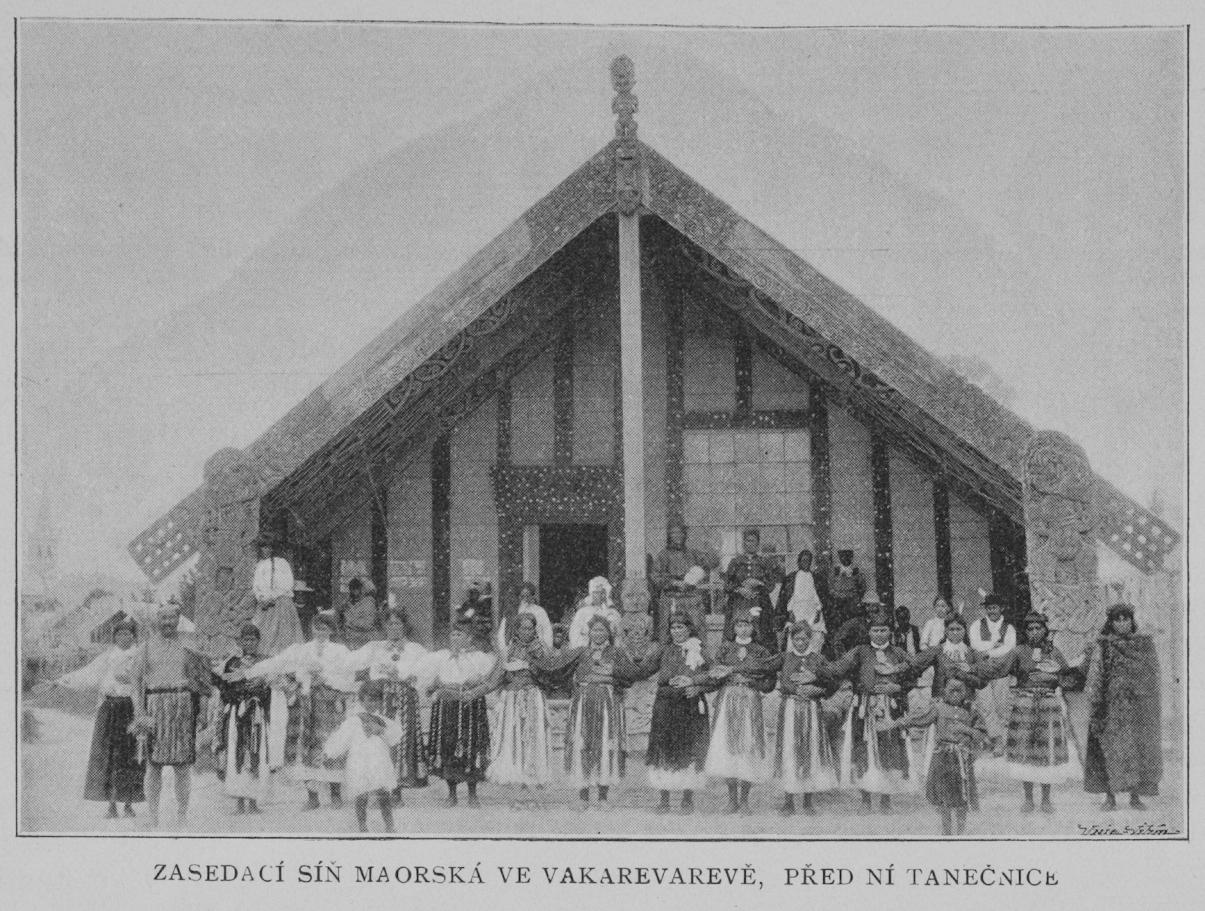
Josef Kořenský: Zasedací síň maorská ve Vakarevarevě, před ní tanečnice, 1901
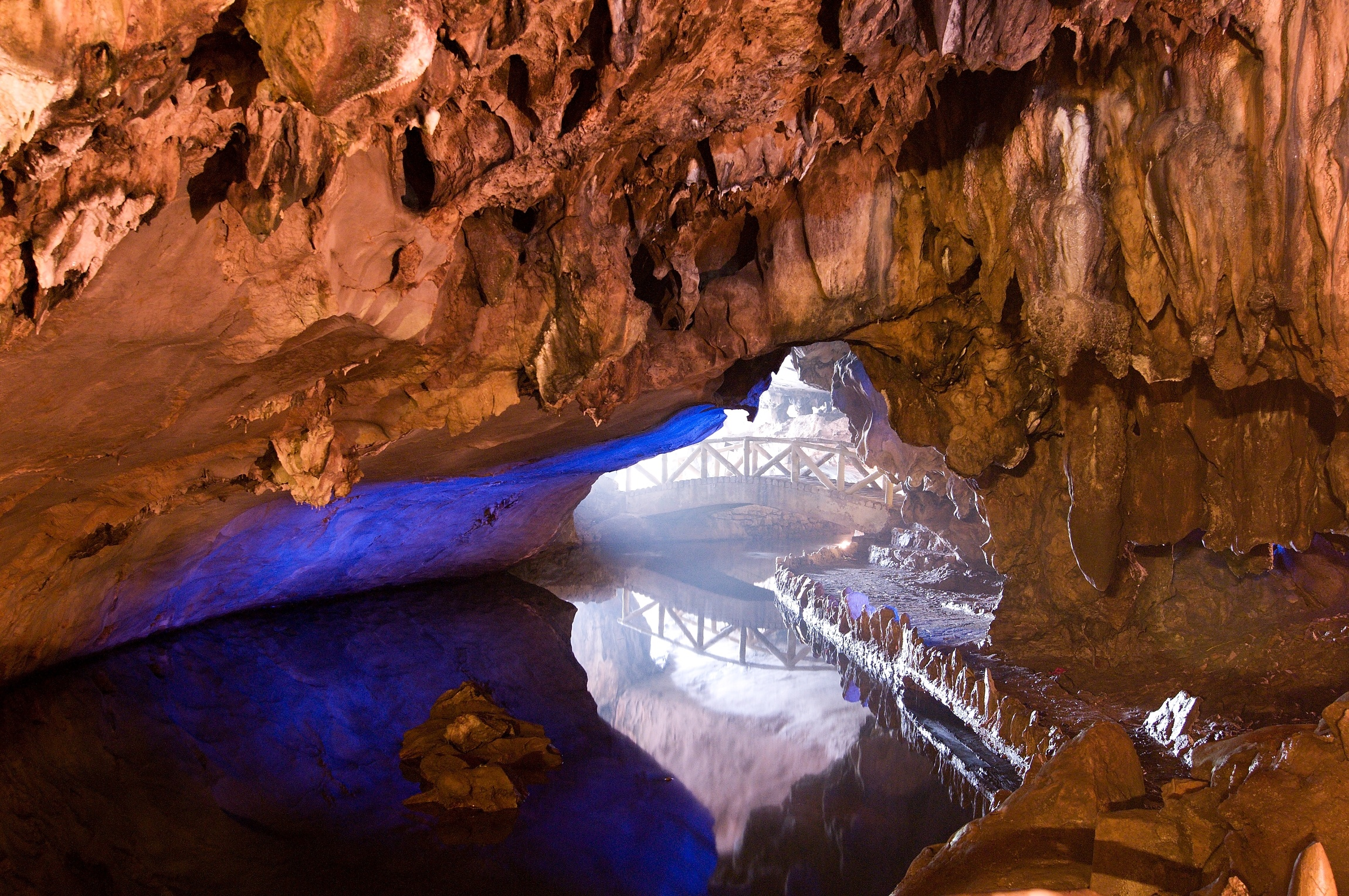
Topi Pigula: Vietnamská jeskyně, 2012